# Claude Miller
Claude Miller, pseudonimo di Claude Miler (Parigi, 20 febbraio 1942 – Parigi, 5 aprile 2012), è stato un regista e sceneggiatore francese.

## Filmografia

### Cinema
- Juliet dans Paris – cortometraggio (1967)
- La Question ordinaire – cortometraggio (1969)
- Camille ou la comédie catastrophique – cortometraggio (1971)
- La Meilleure Façon de marcher (1976)
- Gli aquiloni non muoiono in cielo (Dites lui que je l'aime) (1977)
- Guardato a vista (Garde à vue) (1981)
- Mia dolce assassina (Mortelle Randonnée) (1983)
- L'Effrontée - Sarà perché ti amo? (L'Effrontée) (1985)
- La piccola ladra (La Petite Voleuse) (1988)
- L'accompagnatrice (L'Accompagnatrice) (1992)
- Il sorriso (Le Sourire) (1994)
- Claude Miller/Paris, episodio di Lumière and Company (1995)
- La Classe de neige (1998)
- Betty Fisher e altre storie (Betty Fisher et autres histoires) (2001)
- La Petite Lili (2003)
- Un secret (2007)
- Je suis heureux que ma mère soit vivante (2009)
- Voyez comme ils dansent (2011)
- Thérèse Desqueyroux (2012)